# Jüan Chung-tao
Jüan Chung-tao (čínsky pchin-jinem Yuán Hóngdào, znaky 袁宏道, 1568–1610), byl čínský literární kritik a básník mingského období. S bratry (Jüan Cung-tao a Jüan Čung-tao) stál v čele školy Kung-an.

## Jména
Jüan Chung-tao používal zdvořilostní jméno Čung-lang (čínsky pchin-jinem Zhōngláng, znaky 中郎) a literární pseudonym Š’-kung (čínsky pchin-jinem Shígōng, znaky 石公).

## Život a dílo
Jüan Chung-tao se narodil roku 1560, pocházel z důstojnické rodiny z Kung-anu v provincii Chu-kuang na středním toku Jang-c’-ťiang. S mladšími bratry (Jüan Chung-tao a Jüan Čung-tao) studoval konfucianismus a skládal úřednické zkoušky, jejich nejvyšší stupeň, palácové zkoušky, složil roku 1592. Roku 1595 nastoupil úřednickou kariéru v Su-čou, kde byl jmenován okresním přednostou, místa se však po roce vzdal a podnikl rozsáhlou cestu po jižní Číně. S bratry se věnoval se cestám a literatuře, navázal styky s filozofem Li Č’em, který ho silně oblivnil v odmítání nezpochybnitelnosti autorit minulosti, a v nechuti k pouhému kopírování, omezujícím jím vyzdvihovanou kreativitu. Do státní služby se později vrátil, ne však nadlouho. Jeho nejvyšší funkcí bylo místo ředitele odboru na ministerstvu státní správy. Po smrti staršího bratra roku 1600 se uzavřel do soukromí na malém ostrůvku na jednom z jezer v Kung-anu, zde meditoval a psal. Roku 1606 se nakrátko vrátil do úřadu, mimo jiné žádal císaře o rehabilitaci postižených úředníků, záhy se však zklamaný opět uchýlil do soukromí. Zemřel roku 1610.
Básně a eseje složené pod dojmem z putování mu přinesly známost mezi vzdělanci, když byly příznivě oceněny předními literárními kritiky, Li Č’em, Tung Čchi-čchangem a Tchang Sien-cuem. Jeho zápisky z cest si za vzor bral esejista Čang Taj i cestovatel a geograf Sü Sia-kche. Kolem Jüan Chung-taoa a jeho bratří vznikla takzvaná škola Kung-an (podle jejich rodiště). Jejich poezie byla vcelku konvenční, zajímali se však o nejrůznější žánry a témata, Chung-tao psal například o aranžování květin. V literární tvorbě se vracel k tradici Čchü Jüana, vyzdvihoval sedm mudrců z bambusového háje, Su Š’a pro jeho důvtip a Po Ťü-iho pro jeho realismus. Jeho individualismus následovaly generace čínských básníků, Čou Cuo-žen do dokonce označil za vzdáleného předchůdce Hnutí čtvrtého května (v literárním aspektu hnutí, zejména obratu k literatuře v hovorovém jazyce paj-chua). Ve svých literárněteoretických esejích zdůrazňoval důležitost originality a spontánnosti, požadoval jasnost jazyka a upřímnost tvorby a hájil literaturu v hovorovém jazyce (například romány Příběhy od jezerního břehu a Ťin Pching Mej) i lidové písně. S bratry měl značný vliv jako literární kritik a komentátor, jehož závěry získaly všeobecné uznání a který předjímal hédonistické postoje následující literární generace.